# ギージーの軸学説
ギージーの軸学説（ギージーのじくがくせつ）とは歯科において、アルフレッド・ギージーが1910年ごろから1928年にかけて研究し1929年に提唱した下顎運動に対する仮説理論であり、近代補綴学、総義歯補綴学の基盤となる理論である。
その理論は、下顎運動の大部分が様々な回転軸を中心として行われるとし、幾何学的な製図によってその回転中心を求め、咬合器上にその運動を再現することが出来るとした。ギージーは下顎運動を製図するために顔弓（フェイスボウ）と呼ばれる装置を用いて、従来と比して精細な生体の動作を測定する事に成功した。更に、切歯点部においたトレーサーに描記した側方切歯路角をゴシックアーチと命名し、下顎側方運動の回転中心を求める過程に用いた（現在、ゴシックアーチは中心位の同定に用いられている）。

## ギージーの咬合小面学説
ギージーが自らの軸学説に基き、提唱した総義歯の人工歯においての咬合面（かみ合わせの面）形態に関する学説である。総義歯において両側性平衡咬合の様式を現すために前方咬合小面、後方咬合小面、平衡咬合小面の3面を機能の原型として説明した。